# ادوارد ایمپی
ادوارد ایمپی (انگلیسی: Edward Impey; ۲۸ مهٔ ۱۹۶۲ –) باستان‌شناس، نمایشگاه‌گردان اهل بریتانیا بود.